# Leucoloma
Leucoloma är ett släkte av bladmossor. Leucoloma ingår i familjen Dicranaceae.

## Dottertaxa tillLeucoloma, i alfabetisk ordning[1]
- Leucoloma aduncum
- Leucoloma albocinctum
- Leucoloma allorgei
- Leucoloma amblyacron
- Leucoloma ambreanum
- Leucoloma amoene-virens
- Leucoloma annamense
- Leucoloma bauerae
- Leucoloma bifidum
- Leucoloma boivinianum
- Leucoloma breviflagellare
- Leucoloma brevioperculatum
- Leucoloma brotheri
- Leucoloma caespitulans
- Leucoloma caldense
- Leucoloma calymperaceum
- Leucoloma candidulum
- Leucoloma candidum
- Leucoloma capillifolium
- Leucoloma chlorophyllum
- Leucoloma chrysobasilare
- Leucoloma cinclidiotioides
- Leucoloma circinale
- Leucoloma circinatulum
- Leucoloma cirrosulum
- Leucoloma crosbyi
- Leucoloma cruegerianum
- Leucoloma cuneifolium
- Leucoloma decaryi
- Leucoloma delicatulum
- Leucoloma dichelymoides
- Leucoloma ecaudatum
- Leucoloma entabeniense
- Leucoloma fontinaloides
- Leucoloma fuscifolium
- Leucoloma garnieri
- Leucoloma gracilescens
- Leucoloma grandidieri
- Leucoloma grimmioides
- Leucoloma guineense
- Leucoloma herzogii
- Leucoloma holstii
- Leucoloma humbertii
- Leucoloma incanum
- Leucoloma incrassatum
- Leucoloma isleanum
- Leucoloma itatiaiense
- Leucoloma latifolium
- Leucoloma leichhardtii
- Leucoloma lepervancheri
- Leucoloma longifolium
- Leucoloma madagascariense
- Leucoloma mafatense
- Leucoloma malabarense
- Leucoloma mariei
- Leucoloma marojenziense
- Leucoloma membranaceum
- Leucoloma mittenii
- Leucoloma molle
- Leucoloma mosenii
- Leucoloma nitens
- Leucoloma normandii
- Leucoloma ochrobasilare
- Leucoloma okamurae
- Leucoloma oncophorellum
- Leucoloma pallidulum
- Leucoloma perrieri
- Leucoloma persecundum
- Leucoloma perviride
- Leucoloma phumiengse
- Leucoloma pobeguinii
- Leucoloma procerum
- Leucoloma pumilum
- Leucoloma pusillum
- Leucoloma pygmaeum
- Leucoloma rutenbergii
- Leucoloma sanctae-mariae
- Leucoloma scaberulum
- Leucoloma scabricuspis
- Leucoloma schelpei
- Leucoloma schwaneckeanum
- Leucoloma secundifolium
- Leucoloma sericeum
- Leucoloma serraticuspis
- Leucoloma serrulatum
- Leucoloma setosum
- Leucoloma seychellense
- Leucoloma siamense
- Leucoloma sieberi
- Leucoloma sieberianum
- Leucoloma sinuosulum
- Leucoloma sprengelianum
- Leucoloma squarrosulum
- Leucoloma strictipilum
- Leucoloma subbiplicatum
- Leucoloma subcespitulans
- Leucoloma subchrysobasilare
- Leucoloma subimmarginatum
- Leucoloma subpungens
- Leucoloma subsecundifolium
- Leucoloma subsetosum
- Leucoloma syrrhopodontoides
- Leucoloma talazaccii
- Leucoloma tanganyikae
- Leucoloma taylorii
- Leucoloma tenerum
- Leucoloma tenuifolium
- Leucoloma theriotii
- Leucoloma thraustum
- Leucoloma thuretii
- Leucoloma tortellum
- Leucoloma triforme
- Leucoloma tuberculosum
- Leucoloma villaumei
- Leucoloma zeyheri
- Leucoloma zuluense